# Greenwood LeFlore
Greenwood LeFlore ou Greenwood LeFleur (3 juin 1800 - 31 août 1865) fut un chef de la Nation Chacta et sénateur de l'État du Mississippi aux États-Unis.

## Biographie
Greenwood LeFlore est né le 3 juin 1800. Il était métis par ses parents. Greenwood était le fils de Louis LeFleur (explorateur et négociant franco-louisianais) et de Rebecca Cravat, la nièce du chef Chacta Pushmataha.
En 1812, à l'âge de douze ans, son père l'envoie à Nashville pour parfaire son éducation.
En 1822, après des études de droit, il revient dans le Mississippi et devient chef des tribus chactas vivant dans cet État.
Greenwood LeFlore déclara en 1827 : « Nous avons hâte de devenir une Nation civilisée. »
Greenwood LeFlore fut un défenseur du projet de civilisation américaine que le président américain George Washington développa au cours de son mandat. Il encouragea ses frères amérindiens à se trouver une résidence permanente, et à cultiver la terre, ainsi que de se convertir au christianisme et d'envoyer leurs enfants à l'école. Néanmoins il défendit les traditions amérindiennes, notamment la langue chacta. Bien que parfaitement trilingue (chacta, français et anglais), il utilisa régulièrement la langue chacta lors de ses prises de parole.
Le 15 mars 1830, il est choisi comme chef de l'ensemble de la Nation Chacta.

### La déportation des Amérindiens
En 1830, s'engagent les négociations avec le gouvernement fédéral sur l'Indian Removal Act qui permit au gouvernement américain la déportation des Amérindiens. Greenwood LeFlore, avocat de formation, va défendre et jouer de son influence pour protéger au maximum sa nation Chacta des volontés américaines de déplacement des populations amérindiennes. Le 27 septembre 1830, il signe le traité de Dancing Rabbit Creek qui oblige les Chactas à quitter leur territoire ancestral mais leur permet d'obtenir en compensation la plus grande réserve indienne située à l'ouest du fleuve Mississippi.
En 1840, il devint sénateur.

### La guerre de Sécession
Malgré son amitié pour Jefferson Davis qui fut président des États confédérés d'Amérique durant la guerre de Sécession, il resta fidèle aux gouvernement des États-Unis. Sa propriété de Malmaison située dans le comté de carroll fut incendiée et sa récolte de coton détruite.
Le 23 juin 1865, fut signé dans la réserve indienne des Chactas, l'ultime cessez-le-feu entre les belligérants de la guerre civile.
Greenwood LeFlore mourut peu de temps après, le 31 août 1865.